# Cybianthus reticulatus
Cybianthus reticulatus là một loài thực vật có hoa trong họ Anh thảo. Loài này được (Benth. ex Miq.) G.Agostini mô tả khoa học đầu tiên năm 1980.